# Pokrevní bratři (muzikál)
Pokrevní bratři (v originále Blood Brothers) je anglický muzikál, jehož autorem je William Russell. Námětem mu byla novela Alexandra Dumase staršího Korsičtí bratři (v originále Les frères corses) z roku 1844. Muzikál je založen na tzv. dědičnosti proti prostředí. Hlavními hrdiny jsou dva chlapci, dvojčata, která jsou hned po narození od sebe odloučena a každé z nich vyrůstá v jiném, dosti odlišném, sociálním prostředí. Oba dva se zamilují do stejné dívky, což vyústí v tragický konec.
Premiéru měl muzikál v West End theatre roku 1983, získal také cenu Olivier Award for Best New Musical. Následovaly další produkce v Austrálii, na Brodwayi, ve Velké Británii či v USA. V Československu měl premiéru v roce 1993 na Nové scéně v Bratislavě. V České republice ho jako první uvedlo v roce 2001 (10 a 11.2.) Východočeské divadlo Pardubice.
| „                                    | Poutavý, odvážný, skvěle rezonující. Je to nutnost. | “ |
| — Georgina Brown, The Mail on Sunday |                                                     |   |

| „                              | Publikum vyskakuje ze sedaček v téměř náboženské extázi. | “ |
| — John Gross, Sunday Telegraph |                                                          |   |

## Historie
Poté, co Willy Russell napsal svůj muzikál, byl prezentován jako školní hra v roce 1981 v Merseyside Young People's Theatre. Tato první verze měla pouze jednu titulní píseň, a to refrén Marilyn Monroe. 11. dubna 1983 měl muzikál premiéru na West Endu v Lyric Theatre. I když měl muzikál vcelku kladné ohlasy, nebyl v Londýně přijat moc dobře. Hře nejvíce pomohla titulní píseň Tell me it's not true, kterou nazpívala pro rádia Barbara Dicksonová. Zde Pokrevní bratři běželi až do 22. října 1983. Muzikál měl roční národní tour začínající roku 1987, jejímž producentem byl Bill Kenwright. Původní obsazení zahrnovalo Con O'Neilla ztvárňujícího Mickeyho. Dále byl muzikál uveden v Phoenix Theatre, premiéru zde měl 21. listopadu 1991, a běží zde dodnes.

## Písně
První dějství
- „Overture (Předehra)“ – orchestr, company a vypravěč
- „Marilyn Monroe“ – paní Johnstonová a company
- „Marilyn Monroe (repríza)“ – paní Johnstonová
- „My Child (Můj syn“) – paní Johnstonová a paní Lyonsová
- „Easy Terms (Život na splátky)“ – paní Johnstonová
- „Shoes Upon The Table (Boty na stole)“ – vypravěč
- „Easy Terms (repríza)“ – paní Johnstonová
- Just a Game (Dát prsty křížem) – Linda, Mickey a ostatní děti
- „Bright New Day (Preview)“ – paní Johnstonová
- „Long Sunday Afternoon/My Friend (Nedělní nuda/Přítel)“ – Mickey a Eddie
- „Bright New Day (Já se mám)“ – paní Johnstonová a company

Druhé dějství
- „Entr'acte“ – orchestr
- „Marilyn Monroe 2“ – paní Johnstonová a company
- „The Devil's Got Your Number (Ďábel má tvé číslo)“ – vypravěč
- „That Guy“ – Mickey a Eddie
- „Shoes Upon the Table (repríza)“ – vypravěč
- „I'm Not Saying A Word (Pár slov)“ – Eddie
- „Miss Jones“ – pan Lyons, paní Jonesová a company
- „Marilyn Monroe 3“ – paní Johnstonová
- „Light Romance“ – paní Johnstonová
- „Madman“ – vypravěč
- „Tell Me It's Not True (Řekni, že to není pravda)“ – paní Johnstonová

## Děj
Píše se rok 1960 a paní Johnstonová není schopna platit účty, protože od ní odešel její manžel. Najde si tedy práci jako uklízečka u jednoho místního bohatého páru – u Lyonsonových. Zjistí však, že je těhotná a uvědomí si, že si sotva může dovolit další děti.
Paní Lyonsová naopak po dítěti touží, ale není schopná nějaké mít. Chce nějaké dítě adoptovat, její manžel zásadně nesouhlasí. Paní Johnstonová zjistí, že čeká dvojčata a vysvětluje své zaměstnavatelce, že už si žádné další děti nemůže dovolit. Paní Lyonsová navrhne, že by jí mohla jedno dítě dát. Paní Johnstonová s obavami souhlasí. Brzy se dvojčata narodí, jsou to dva chlapci Mickey a Edward. Jejich matka, hned co se narodí, lituje svého rozhodnutí. Slib je slib, musí dítě odevzdat. Tak se ještě více upne na svého zbylého syna Mickeyho.
O sedm let později, Mickey, syn paní Johnstonové, potkává svého bratra Edwarda. Zjišťují, že mají narozeniny ve stejný den. Bratři udělají dohodu, že se stanou pokrevními bratry. Avšak kluky pohromadě nalezne jejich matka, která okamžitě posílá Edwarda pryč. Později jde Mickey tajně do domu, kde bydlí Edward, to zjistí paní Lyonsová a vyhodí ho. Edward se pohádá se svou náhradní matkou, dokonce ho matka i uhodí, ale lituje toho. Uvědomí si, že Edward pochytil špatné chování od svého bratra. Lyonsovi se tedy rozhodnou odstěhovat se, aby se jejich Edward dostal pryč od Mickeyho vlivu. Odjíždějí tedy na venkov. Ještě před odjezdem Edwardovi věnuje jeho pravá matka medailonek se svou a Mickeyho fotografií.
Uběhne dalších pár let, z bratrů se již stali dospívající hoši. Zatímco Edward si žije v bohatství a přepychu, Mickey se musí spokojit pouze s málem. Jednoho dne se opět spolu setkají a řeknou si, že by zase mohli být kamarády. Paní Lyonsová se osopí na svou bývalou zaměstnankyni, že je pronásledují. Dokonce se ji pokusí zabít. Jak jsou sourozenci stále více spolu, narazí na zásadní problém – líbí se jim stejná dívka, a to Linda. Nakonec s ní začne chodit Mickey.
Ze sourozenců vyrostou mladíci – Edward studuje na vysoké škole, po které určitě sežene nějakou dobře placenou práci, ale Mickey je na to o poznání hůře. Protlouká se životem, moc si toho nevydělá a ještě k tomu je Linda těhotná. Následuje jejich svatba, po které přijdou Mickey a jeho matka o práci. Celá rodina je bez peněz a Mickey se připlete k přepadení, je z něho obviněn a musí na sedm let do vězení. Tam to nenese moc dobře, začíná být závislý na antidepresivech. Po propuštění to není o moc lepší. O svátcích se vrací domů Edward a setkává se s Lindou, která se rozhodne Mickeyho opustit a zůstat s jeho bratrem.
Mickey se však právě ten den rozhodne přestat brát ony prášky. Jde se projít ven, kde vidí na vrcholku kopce, kam chodívali s Lindou, svou milovanou a svého nejlepšího přítele. Zuřivost ho úplně zaslepí. Vrací se pro pistoli a rozhodne se vydat na radnici, kde Edward pracuje. Následuje velká hádka, Mickey míří na Edwarda. Celá radnice je sledována policisty a odstřelovači. Dovnitř se dostane paní Johnstonová a sdělí svým bratrům pravdu. Mickey je značně naštvaný. Nešťastnou náhodou zavadí o kohoutek pistole a vystřelí, ihned zakročí i odstřelovači, kteří zabijí i Mickeyho.

## České verze
V České republice uvedly českou verzi tohoto muzikálu divadla v Uherském Hradišti, Plzni, Praze, Olomouci, Liberci a Brně.
- Uherské Hradiště – Slovácké divadlo (premiéra 1. říjen 2001)
- Plzeň – Divadlo Josefa Kajetána Tyla (premiéra 2003)
- Olomouc – Moravské divadlo Olomouc (premiéra 2008)

V Divadle F. X. Šaldy v Liberci měli Pokrevní bratři premiéru 23. března 2007, muzikál režíroval Ján Ďurovčík a v hlavních rolích se objevili Martin Polách/Martin Stránský (s dabérem Dr. House a hercem Divadla J. K. Tyla má jen stejné jméno, proto často dochází k záměně), Jana Kabešová Vojtková/Markéta Tallerová, Tomáš Impseil/Přemysl Houška, David Punčochář/Ondřej Izdný či Štěpánka Prýmková/Milena Šajdková.

### Brněnská verze
Městské divadlo Brno uvedlo Pokrevní bratry v režii ředitele divadla Stanislava Moši Muzikál měl premiéru 2. června 2012.. Režisér nepoužil klasické přebásnění Martina Fahrnera, ale pražskou verzi překladatele Adama Nováka. Hlavní role bratrů jsou ztvárněny pouze dospělými herci, právě na tom autor staví komediální sekce. U představení spoluúčinkuje orchestr Městského divadla Brno, ve kterém jsou mimo jiné zastoupeny i nástroje jako hoboj, fagot, pozoun či perkuse. Tento muzikál, trvající 3 hodiny a deset minut, je pro divadlo desátou inscenací šedesáté sedmé sezony 2011/2012.

#### Obsazení hlavních rolí
| Stano Slovák nebo Lukáš Vlček           | vypravěč         |
| Hana Holišová nebo Markéta Sedláčková   | paní Johnstonová |
| Aleš Slanina nebo Dušan Vitázek         | Mickey           |
| Lukáš Janota nebo Jiří Mach             | Eddie            |
| Kristian Pekar nebo Jakub Zedníček      | Sammy            |
| Ivana Odehnalová nebo Svetlana Janotová | Linda            |
| Lenka Janíková nebo Ivana Vaňková       | Paní Lyonsová    |
| Rastislav Gajdoš nebo Igor Ondříček     | Pan Lyons        |